# Luca Cordero di Montezemolo
Luca Cordero di Montezemolo (Bolonia, Italia, 31 de agosto de 1947) es un empresario italiano. Fue presidente de la compañía de automóviles deportivos Ferrari de 1991 a 2014; y de la Confindustria (patronal italiana) durante cuatro años (desde mayo del 2004 hasta mayo del 2008), sustituyendo al fallecido Umberto Agnelli y precediendo a la primera mujer en ocupar el cargo, Emma Marcegaglia. En esa etapa, de 2004 a 2010 presidió el mayor grupo industrial italiano, Fiat S.p.A..
Di Montezemolo fundó el think tank Italia Futura en 2009, que luego se convirtió en la agrupación política Hacia la Tercera República. El grupo se incorporó a Elección Cívica, un partido liderado por Mario Monti.
Su nombre proviene del antiguo título familiar del Marchese di Montezemolo. Una importante familia a la que también pertenece Andrea Cordero Lanza di Montezemolo, que fue nombrado ("creado") cardenal en 2006.

## Biografía
Nacido en Bolonia, Montezemolo estudió en la Universidad de La Sapienza, graduándose en Derecho en 1971. A pesar de diversas informaciones erróneas sobre él, Montezemolo no hizo ningún Máster en Derecho por lo que nunca obtuvo el Máster en Derecho de la Universidad de Columbia.
En 1971, antes de completar sus estudios, pilotó brevemente para el equipo de rally de Lancia, conocido como HF Squadra Corse. Para completar su carrera académica pasó a formar parte del gigante industrial italiano Fiat Group, que tiene su sede en Turín, Italia. Sin embargo, en 1973 el grupo lo trasladó a Ferrari, donde fue puntualmente ayudante de Enzo Ferrari y, en 1974, pasó a ser gerente de la Scuderia.
En 1975, di Montezemolo fue promocionado de Ferrari para pasar a ser el jefe de todas las actividades de competición del grupo industrial, y en 1977 pasó a ser un dirigente de alto rango.
En 2004, con la muerte Umberto Agnelli, Luca Cordero di Montezemolo fue elegido para que lo sustituyese en sus funciones como presidente de Confindustria y de Fiat Group, cargos que abandonaría en 2008 y 2010 respectivamente.
En septiembre de 2014 se anunció su salida del grupo Ferrari como presidente, la cual tendría lugar un mes después.

## Véase también

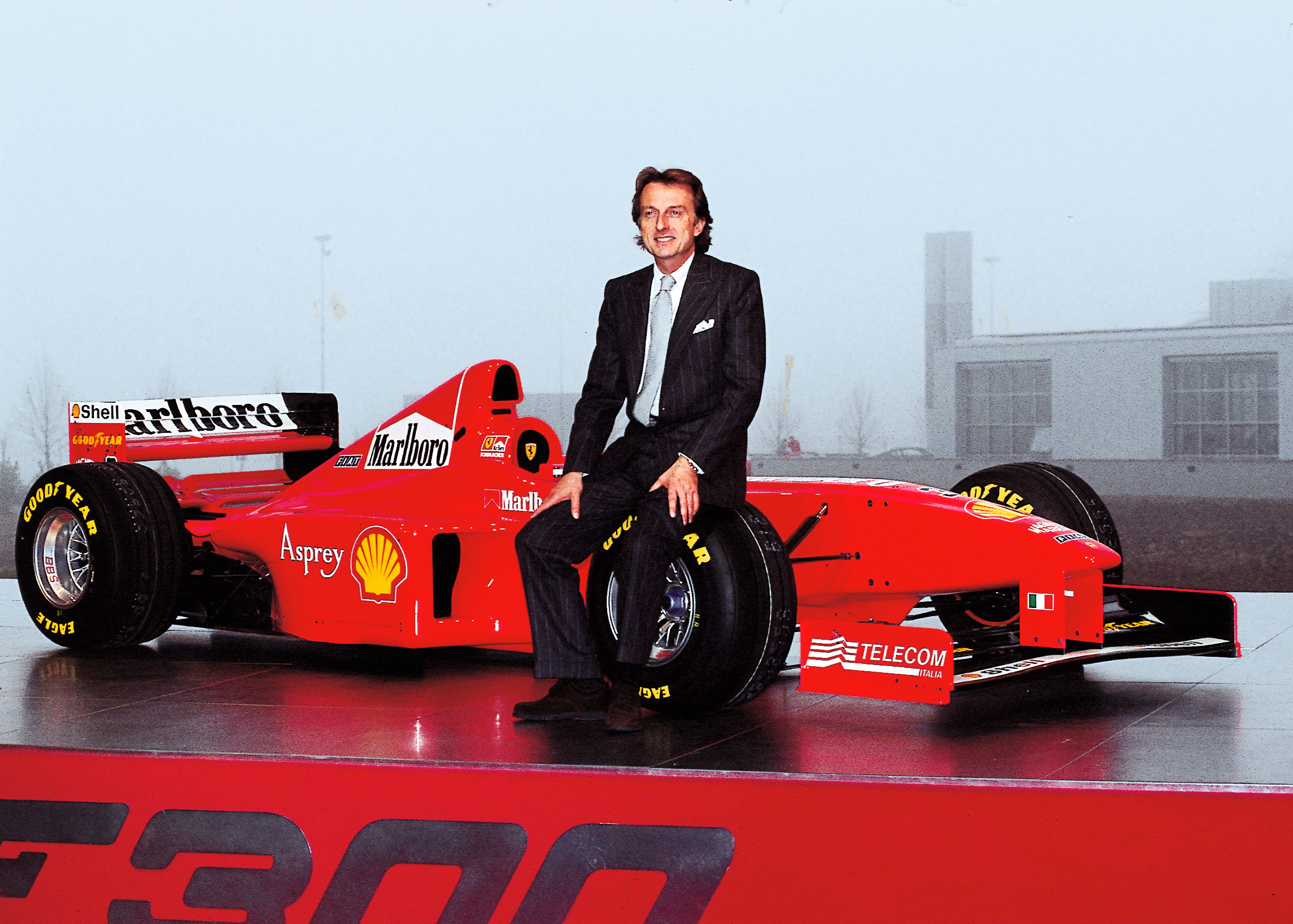
Luca junto al Ferrari F300 de 1998.